# День работников пищевой промышленности
День работников пищевой промышленности — профессиональный праздник всех работников пищевой промышленности Российской Федерации и пищевой промышленности Украины (укр. День працівників харчової промисловості), который отмечается ежегодно, в третье воскресенье октября.
Этот праздник имеет почти полувековую историю, и берёт своё начало в Советском Союзе с Указа Президиума Верховного Совета СССР «Об установлении ежегодного праздника „Дня работников пищевой промышленности“» вышедшем в 1966 году. Указ предписывал отмечать этот профессиональный праздник в 3-е воскресенье октября, что и делается по сей день. Поскольку Россия явилась правопреемницей СССР, то для этого не потребовалось принимать никаких дополнительных документов и правовых актов.
Иная ситуация была на Украине. После распада Советского Союза, каждый праздник требовалось официально утверждать заново. Многие праздники сохранились, но в большинстве случаев их стали праздновать в другие дни. «День работников пищевой промышленности» — одно из редких исключений, когда дата празднования не поменялась. 8 августа 1995 года в Киеве второй президент Украины Леонид Данилович Кучма подписал Указ N 714/95 «О работников пищевой промышленности», который предписывал отмечать этот праздник, как и прежде, в третье воскресенье октября. В президентском указе также отмечалось, что он принимается «в поддержку инициативы работников пищевой промышленности, а также профессиональных союзов страны».